# Phalanta mercea
Phalanta mercea är en fjärilsart som beskrevs av Evans 1924. Phalanta mercea ingår i släktet Phalanta och familjen praktfjärilar. Inga underarter finns listade i Catalogue of Life.